# Таурагна
Таурагна (лит. Tauragna) — река в восточной части Литвы, протекающая по территории Аукштайтского национального парка, Игналинский район. Длина реки 4,7 км, площадь водосборного бассейна 18 км². Таурагна вытекает из южной части озера Таурагнас, протекает через небольшое озеро Таурагнелис. Направляется на юг, протекает через село Стрипекяй. Впадает в северную часть озера Пакасас (бассейн реки Жеймена).